# Ботево (Россия)
Ботево — упразднённый хутор в Саткинском районе Челябинской области России. Входил в состав Романовского сельского поселения. Исключён из учётных данных в 2004 году.

## География
Располагался на правом берегу реки Большая Сатка в месте впадения в неё реки Вторая Белая, на расстоянии приблизительно 3,5 км к северо-востоку от села Романовка.

## История
До 1916 года входил в состав Саткинского волости Златоустовского уезда Челябинской губернии. По данным на 1926 год хутор Ботева состоял из 3 хозяйств. В административном отношении входил в состав Бердяушского сельсовета Саткинского района Златоустовского округа Уральской области.

## Население
| 1970 | 1977 | 1983 | 1995 | 2002 |
| ---- | ---- | ---- | ---- | ---- |
| 11   | ↘4   | →4   | →4   | ↘0   |

По данным переписи 1926 года на хуторе проживало 23 человека (16 мужчин и 7 женщин), основное население — русские.